# Detectoristes
Detectoristes (títol original en anglès, Detectorists) és una sèrie de televisió de comèdia britànica emesa per primera vegada a BBC Four l'octubre de 2014. Està escrit i dirigit per Mackenzie Crook, que també la protagonitza al costat de Toby Jones. S'ha doblat i subtitulat al català pel 3Cat, que la va estrenar el 20 de setembre de 2024.
La sèrie està ambientada a la petita ciutat fictícia de Danebury al nord d'Essex. La trama gira al voltant de les vides, els amors i les ambicions de detectar metalls de l'Andy i en Lance, membres del Club de Detecció de Metalls de Danebury. El lloc principal de rodatge de la sèrie va ser Framlingham, una petita vila de Suffolk.
Detectoristes van guanyar un BAFTA a la telecomèdia guionitzada. El maig de 2019, va ser inclosa en el número 19 a la llista de la revista Radio Times de les 20 comèdies de situació preferides de la Gran Bretanya per un grup de guionistes i actors d'aquest gènere. La sèrie es va filmar utilitzant un enfocament de càmera única. El programa va tenir tres temporades del 2014 al 2017, incloent-hi dos especials de Nadal el 2015 i el 2022.

## Repartiment
- Mackenzie Crook com a Andy Stone, un treballador d'agència que es gradua com a arqueòleg durant la sèrie.[6] Membre del Club de Detecció de Metalls de Danebury (DMDC, per les sigles en anglès).
- Toby Jones com a Lance Stater, conductor d'un carretó elevador d'un majorista de verdures i músic aficionat. Membre del DMDC.
- Lucy Benjamin com a Maggie, l'exdona d'en Lance que regenta una botiga de subministraments new-age (temporada 1 i 3).
- Adam Riches com a Tony, el xicot de la Maggie, director d'un restaurant de pizzes (temporada 1).
- Rachael Stirling com a Becky, la xicota de l'Andy (dona a partir de la temporada 2), mestra de primària.
- Gerard Horan com a Terry Seymour, un policia jubilat que és el president del DMDC.
- Sophie Thompson com a Sheila Seymour, la dona de Terry.
- Pearce Quigley com a Russell, membre del DMDC.
- Divian Ladwa com a Hugh, un membre tímid i incòmode del DMDC.
- Orion Ben com a Varde, una membre del DMDC bastant silenciosa i xicota de la Louise. Tot i aparèixer en gairebé tots els episodis i ser descrita pels membres del DMDC com a molt xerraire, les seves úniques línies de diàleg són a l'episodi 4 de la temporada 2, i a l'especial de Nadal del 2022.
- Laura Checkley com a Louise, membre franca del DMDC i xicota de la Varde.
- Aimee-Ffion Edwards com a Sophie, una estudiant d'història antiga a una universitat (temporades 1 i 2).
- David Sterne com a Larry Bishop, un granger i terratinent excèntric (temporades 1 i 2).
- Simon Farnaby com a Philip Peters i Paul Casar com a Paul Lee, membres de aça-antiguitats, més tard Taurons del Fang, Terra Firma, i llavors Absolut Hunters, un grup rival de detecció de metalls. En Lance i l'Andy els anomenen Simon i Garfunkel a causa de la seva semblança física passatgera amb el duo pop Simon and Garfunkel. Tots dos donen el seu nom complet quan són interrogats per la policia a l'episodi 5 de la temporada 2 (fent referència a la parella vocal de Peters and Lee).
- Diana Rigg com a Veronica, la mare de la Becky i cuidadora ocasional de l'Stanley (temporades 2 i 3). Rigg, que va morir el 2020, i Stirling eren mare i filla a la vida real.[7] A l'especial de Nadal de 2022, es diu que la Veronica va morir abans dels esdeveniments que s'hi representen.
- Alexa Davies com a Kate, filla d'en Lance (temporades 2 i 3).
- Rebecca Callard com a Toni, una mecànica i company d'en Lance, que es converteix en la seva xicota (especial de Nadal de 2015, temporada 3 i especial de Nadal de 2022).
- Daniel Donskoy com a Peter, un visitant alemany que demana l'ajuda del DMDC per trobar la ubicació de l'avió del seu avi, presumptament estavellat durant la Segona Guerra Mundial. Es converteix en interès amorós per a la Sophie (temporada 2).
- Jacob i Isabella Hill com a Stanley, el nadó de la Becky i l'Andy (temporada 2).
- Asa James Wallace com a Stanley, el fill de la Becky i l'Andy (temporada 3 i especial de Nadal del 2022).

## Llista d'episodis

### Temporada 1 (2014)
| Núm. total | Núm. de la temporada | Títol       | Data d'emissió original |
| --- | -------------------- | ----------- | ----------------------- |
| 1 | 1                    | «Episodi 1» | 2 d'octubre de 2014     |
| L'Andy i el Lance coneixen la Sophie, una estudiant d'Història interessada en la detecció de metalls. El Lance troba una excusa per visitar la seva exdona, la Maggie. La Becky està farta que l'Andy, el seu xicot, passi més temps amb el Lance que amb ella. I l'excèntric Larry Bishop dona permís a l'Andy i al Lance per fer detecció a les seves terres, amb l'excepció d'un camp on es rumoreja que hi va enterrar la seva dona.            |                      |             |                         |
| 2 | 2                    | «Episodi 2» | 9 d'octubre de 2014     |
| L'Andy i el Lance decideixen mantenir en secret que el Bishop els ha donat permís per fer prospecció a les seves terres, amb la prohibició expressa d'entrar al prat del camí de Birchwood. Però els infames Caça-antiguitats, els enemics declarats del Lance, n'estan al corrent. Qui deu ser, el talp? A casa seva, el Lance assaja una cançó per a la nit del folk del pub Cavall Blanc, que cantarà amb l'acompanyament de l'Andy.             |                      |             |                         |
| 3 | 3                    | «Episodi 3» | 16 d'octubre de 2014    |
| El Lance i l'Andy fan detecció als camps del senyor Bishop, però els del club detectorista rival els adverteixen que, si hi troben restes arqueològiques, perdran automàticament el dret d'anar-hi. Per això s'han d'assegurar de no perdre les primícies del terreny, i necessiten l'ajuda de tot el club DMDC. Però el Terry, el president, està entestat a buscar-hi les restes de la dona del Bishop.                                           |                      |             |                         |
| 4 | 4                    | «Episodi 4» | 23 d'octubre de 2014    |
| El Terry anuncia que deixa la presidència del DMDC i que creu que l'hauria de substituir l'Andy. El Lance s'ofèn perquè la Sophie i l'Andy han sortit a detectar als camps del Bishop sense ell i hi han trobat or. La Becky es veu obligada a participar en el concurs dels Dos Cervesers amb la Sophie i l'Andy, perquè el Lance encara està enfadat, i s'hi presenta amb la Maggie i el Tony.                                                    |                      |             |                         |
| 5 | 5                    | «Episodi 5» | 30 d'octubre de 2014    |
| L'Andy no entén per què la Becky l'ha deixat, però ella li explica que algú li va fer arribar una foto d'ell i la Sophie fent-se un petó. Per acabar-ho d'adobar, l'Andy descobreix que la Becky està embarassada. El Lance i l'Andy es reconcilien, però renyeixen amb la Sophie perquè ella reconeix que abans era dels Caça-antiguitats i s'havia fet amiga seva per espiar-los. El club està a punt de dissoldre's, però el Terry no ho permet. |                      |             |                         |
| 6 | 6                    | «Episodi 6» | 6 de novembre de 2014   |
| Després d'anunciar-ho moltes vegades, finalment l'Andy es ven el detector de metalls. Després demana a la Becky que es casi amb ell i li diu que no tornarà a detectar mai més. El misteri dels ossos enterrats als camps del Bishop queda en no res i el club ja pot tornar a detectar en aquells terrenys. El Lance i la Sophie tempten l'Andy perquè torni a detectar i la Becky, a més d'acceptar-ho, prova un detector de metalls.             |                      |             |                         |

### Temporada 2 (2015)
| Núm. total | Núm. de la temporada | Títol       | Data d'emissió original |
| --- | -------------------- | ----------- | ----------------------- |
| 7 | 1                    | «Episodi 1» | 29 d'octubre de 2015    |
| L'Andy té el títol d'arqueòleg, però no troba feina. Es dedica a cuidar l'Stan, el fill que ha tingut amb la Becky. Un noi alemany, el Peter, apareix a la reunió del DMDC. Busca un avió de la Segona Guerra Mundial que es va estavellar a la zona amb el seu avi a dins. A l'Andy el preocupa que el Lance se senti sol i li suggereix que s'apunti a una agència de cites per internet.                                                                    |                      |             |                         |
| 8 | 2                    | «Episodi 2» | 5 de novembre de 2015   |
| La Sophie i el Peter es troben per buscar informació sobre l'accident d'avió. Els detectoristes rivals també mostren força interès en aquest tema. La Becky té ganes de fer un canvi. El Lance fa un pas inesperat. I l'alcalde de Danebury visita el DMDC per sol·licitar els seus serveis, però demana molta discreció. |                      |             |                         |
| 9 | 3                    | «Episodi 3» | 12 de novembre de 2015  |
| El Russell i el Hugh emprenen la missió de recuperar el collar de lliurea que l'alcalde ha perdut a l'aparcament del bosc de Barnfather, cosa que no els resultarà gens agradable. Mentrestant, la Sophie demostra una altra vegada que espiar no és el seu fort. Tant la Becky com el Lance tenen una cosa important per explicar-li a l'Andy, que aviat es veurà forçat a prendre una decisió sobre el seu futur.                                            |                      |             |                         |
| 10 | 4                    | «Episodi 4» | 19 de novembre de 2015  |
| Amb un petit xantatge, el Russell i el Hugh aconsegueixen que l'alcalde els doni permís per fer detecció a les seves terres. A l'Andy, l'entrevista per a la feina a Botswana no li va gens bé, però poc després té l'oportunitat de demostrar el seu entusiasme per l'arqueologia. El Terry sospita que el Peter no els ha dit tota la veritat. El Lance s'esforça per connectar amb la seva filla Kate, però només aconsegueix que ella se senti aclaparada. |                      |             |                         |
| 11 | 5                    | «Episodi 5» | 26 de novembre de 2015  |
| El Lance continua provant de comunicar-se amb la seva filla. El Peter es deixa la cartera al pub i, per casualitat, va a parar a les mans de l'Andy i el Lance. El que hi troben farà que el Terry mobilitzi tot el club amb urgència. L'Andy rep la resposta de la feina a Botswana, i la Becky pren una decisió inesperada. |                      |             |                         |
| 12 | 6                    | «Episodi 6» | 3 de desembre de 2015   |
| Per fi ha arribat el dia de l'aplec anual del club de detectoristes. El Terry espera una gran participació i, també, la presència d'algun intrús. La tensió entre l'Andy i la Becky comença a ser insuportable, i es veuen obligats a prendre una decisió sobre el seu futur. Mentrestant, el Lance s'adona que no vol viure sense la seva filla i fa un intent desesperat per recuperar-la.                                                                   |                      |             |                         |

### Especial de Nadal (2015)
| Núm. | Títol               | Data d'emissió original |
| --- | ------------------- | ----------------------- |
| 13 | «Especial de Nadal» | 23 de desembre de 2015  |
| El Lance ha fet realitat el somni de tot detectorista: ha trobat una valuosa peça d'orfebreria saxona que ara està exposada al Museu Britànic. Però, des de la troballa, les coses no li han anat gens bé. No ha sigut capaç de trobar ni una miserable anella de llauna i no para de patir tota mena de desgràcies absurdes. Els seus companys creuen que està sota els efectes de la maledicció de l'or. |                     |                         |

### Temporada 3 (2017)
El març de 2017, la BBC va publicar un comunicat confirmant el rodatge d'una tercera i última sèrie. La tercera sèrie de sis episodis es va rodar l'estiu de 2017 i es va emetre setmanalment a BBC Four a partir del 8 de novembre de 2017.
El primer episodi acaba amb una seqüència de cronologia històrica, sostinguda per la cançó "Magpie" de The Unthanks. En analitzar l'episodi inicial per a The Guardian, Sam Wollaston va afirmar: "Mackenzie Crook i Toby Jones brillen a la tercera i última sèrie d'aquesta part de la vida ben escrita i interpretada".
| Núm. total | Núm. de la temporada | Títol       | Data d'emissió original |
| --- | -------------------- | ----------- | ----------------------- |
| 14 | 1                    | «Episodi 1» | 8 de novembre de 2017   |
| El Lance té la Kate vivint al seu pis i l'Andy ha anat a viure temporalment a casa de la sogra. Per sort, els dos amics tenen el terreny de sempre per anar a detectar i evadir-se dels problemes. Els del DMDT han fet troballes interessants, però un article al diari sobre el futur parc solar fotovoltaic de Danebury els deixa molt amoïnats.                                                                                 |                      |             |                         |
| 15 | 2                    | «Episodi 2» | 15 de novembre de 2017  |
| Quan només falten unes setmanes per l'inici de les obres que convertiran la granja Church en una planta fotovoltaica, el Lance i l'Andy comencen a trobar coses interessants i pressenten que estan a punt de fer un gran descobriment, però els seus enemics de sempre intentaran sabotejar-los. La Toni convenç el Lance perquè provi la hipnoteràpia per no marejar-se quan puja al seu barco.                                   |                      |             |                         |
| 16 | 3                    | «Episodi 3» | 22 de novembre de 2017  |
| L'Andy i el Lance fan una cursa contra els ex-Taurons del Fang, ara Terra Firma: els guanyadors trien el terreny. L'Andy descobreix que algú s'ha emportat el mosaic romà i, indignat, plega. La Becky ha concertat una visita per veure un pis. La Maggie torna a Danesbury i s'instal·la a casa del Lance, que poc després troba una moneda romana. Quan es disposa a fotografiar-la in situ, hi arriba una garsa i se l'emporta. |                      |             |                         |
| 17 | 4                    | «Episodi 4» | 29 de novembre de 2017  |
| El Lance s'ha obsessionat a atrapar la garsa lladre que li va robar la moneda d'or, i això li permet no haver-se de centrar en els problemes que té a casa. L'Andy comença a patir les conseqüències de dir mentides a la seva família. Per això tots dos decideixen anar a acampar al terreny, per no haver-se d'enfrontar a la realitat.                                                                                          |                      |             |                         |
| 18 | 5                    | «Episodi 5» | 6 de desembre de 2017   |
| L'empresa de les plaques solars vol talar un roure al camp on l'Andy i el Lance van trobar la moneda romana. La Kate li diu a la Toni que se'n vol anar a viure sola. L'Andy confessa a la Becky que ha deixat la feina. I també que ha trobat la casa perfecta: una ruïna al mig del camp. Perquè el roure passi a estar protegit, l'Andy i el Lance hi instal·len una caixa de ratpenats.                                         |                      |             |                         |
| 19 | 6                    | «Episodi 6» | 13 de desembre de 2017  |
| Segons el Lance, hi ha algun problema amb el karma que ell i l'Andy han de solucionar. I el sistema que troben per fer-ho és muntar un aplec de detectoristes als camps que estan a punt de perdre per la construcció d'un parc solar fotovoltaic. No hi falta ningú, només l'Andy haurà de marxar un moment per participar en la subhasta de la casa dels seus somnis.                                                             |                      |             |                         |

### Especial de Nadal (2022)
El maig de 2022 es va anunciar un especial de Nadal de 75 minuts. L'episodi es va emetre a BBC Two el 26 de desembre de 2022.
| Núm. | Títol                    | Data d'emissió original |
| --- | ------------------------ | ----------------------- |
| 20 | «Especial de Nadal 2022» | 26 de desembre de 2022  |
| El Lance i l'Andy tenen permís d'un propietari per detectar en uns terrenys on no havia detectat mai ningú. Les primeres troballes són prometedores però, a més, el Lance troba un fragment d'un objecte d'or i decideix no dir-ho a l'Andy. Quan ho explica a la Toni, ella li fa entendre que això no està bé, i li proposa un pla per tornar a trobar la peça davant del seu amic i no haver de reconèixer que li havia amagat la troballa. |                          |                         |

## Producció
La BBC va anunciar Detectoristes el 31 de gener de 2014. El productor va ser Adam Tandy i va comptar amb la coproducció de Channel X i Lola Entertainment.
Tot i que la sèrie està ambientada a Essex, es va rodar principalment a la veïna Suffolk, i Framlingham va ser-ne la localització important. Altres ubicacions utilitzades en el rodatge van ser Orford, on l'escola primària del poble es va utilitzar com a exterior de l'escola de la Becky; Great Glemham, on es van rodar escenes interiors de pubs, i Ipswich. A la temporada 2, l'església de torre rodona d'Aldham va ser una ubicació recurrent. De fet, es va utilitzar una ubicació a Essex: les escenes que involucren la casa flotant de la xicota d'en Lance, la Toni, es van filmar a Paper Mill Lock de Little Baddow. Les ubicacions van ser obtingudes per Creative England.
Quan es va decidir acabar el programa al final de la tercera temporada, Crook va comentar: "[…] vaig trigar una estona a adonar-me que volia fer sis episodis més per acabar [la sèrie]. No vull fer cap mena d'anunci gran i dramàtic de 'mai més', però no em veig tornant-hi".
Tot i descartar més episodis al final de la temporada 3, el desembre del 2020 Crook va al·ludir a la possibilitat que una quarta sèrie no estigués fora de dubte, tot dient: "Acabo de començar el procés de pensar 'sí, hauríem de recuperar l'antiga banda'".
Quan se li va preguntar sobre la possibilitat que Detectoristes tornés per a una quarta temporada després de l'especial de Nadal de 2022, Crook va respondre: "Donaré la mateixa resposta que vaig donar al final de la tercera sèrie; "probablement no". Suposo, tres punts suspensius... vull dir, on pots anar després d'això?".

## Emissió
A l'estranger, la sèrie es va estrenar a Austràlia el 9 de novembre de 2015 a BBC First. Als Estats Units, la sèrie es va estrenar al servei de subscripció a streaming Acorn TV l'agost de 2015.

## Rebuda

### Crítica
La primera temporada de Detectoristes va rebre crítiques positives per part de diversos mitjans de comunicació del Regne Unit i dels EUA. David Renshaw, crític de The Guardian, va elogiar particularment la "deliciosa doble interpretació" de Mackenzie Crook i Toby Jones. Renshaw va marcar la "puntuació més gran que la BBC4 ha tingut mai per a una comèdia" com a prova que "Detectoristes ha aconseguit clarament el tipus d'or pel qual Lance i Andy passen hores pentinant els camps". Rupert Hawksley, de The Daily Telegraph, va quedar especialment impressionat amb el "guió de primer ordre" de Crook i va remarcar en la seva ressenya que la primera temporada "té totes les senyes d'una còmica de situació clàssica".
Ellen E. Jones de The Independent va dir que tot i que el programa "requereix una mica de paciència... ha resultat ser una de les millors noves comèdies de situació de l'any".
Als mitjans estatunidencs, l'articulista de The New York Times Mike Hale va descriure Detectoristes com una "creació distintiva, no per a tothom, però obligada a ser molt estimada per aquells que cauen en els seus ritmes". Robert Lloyd, de Los Angeles Times "no la pot recomanar prou", tot dient: "Com les vides ordinàries que magnifica, Detectoristes té l'aire de semblar petita i immensa alhora, de ser gairebé res i gairebé tot. És plena d'espai i plena de vida".
Quan el programa va tornar per a una segona temporada, la resposta va ser novament positiva.
En acabar la tercera i última temporada, el crític de Radio Times, Mark Braxton, va escriure: "El final de la sèrie […] és una de les conclusions més satisfactòries que s'ha produït mai. La primera i la segona temporada van acabar ambdues de maneres intel·ligents i memorables: agredolces i punxants, respectivament, però el final de la tercera temporada és d'una poesia real, sembla que Crook digui: 'Sí, aquí ho deixarem, n'estic content'".
La sèrie també va rebre elogis per la seva representació autèntica d'"un costat més amable de la masculinitat i dels vincles masculins", i Ben Dowell de The Times va descriure el programa com "impregnat d'una amabilitat suau que no havia vist abans".
El 2020 es va publicar un llibre d'assajos sobre la sèrie, Landscapes of Detectorists.

### Premis i nominacions
| Any  | Premi                     | Categoria                  | Receptor      | Resultat  | Ref.   |
| ---- | ------------------------- | -------------------------- | ------------- | --------- | ------ |
| 2015 | Premis BAFTA de televisió | Millor comèdia de situació | Detectoristes | Guanyador | [ 33 ] |
| 2016 | Premis BAFTA de televisió | Millor actor de comèdia    | Toby Jones    | Nominat   |        |
| 2018 | Premis BAFTA de televisió | Millor actor de comèdia    | Toby Jones    | Guanyador | [ 34 ] |
| 2018 | Rose d'Or                 | Millor comèdia de situació | Detectoristes | Guanyador | [ 35 ] |